# Отрывок
«Отрывок» ― рассказ русского писателя А. П. Чехова, написанный в 1892 году.

## Публикация
Впервые рассказ «Отрывок» был опубликован в журнале «Осколки» 18 апреля 1892 года (в выпуске № 16) под псевдонимом «Человек без селезёнки».
В письме от 31 марта 1892 г. Чехов сообщал издателю газеты «Осколки» Н. А. Лейкину из своего имения в Мелихово: «На лоне природы вспомнил я старину и написал рассказ и две мелочишки в осколочном духе. Написал и бросил в стол. Как-нибудь соберусь с духом, напишу ещё несколько штучек и пришлю оптом». Этими тремя произведениями и были «Отрывок», «Из записной книжки старого педагога» и «История одного торгового предприятия». Чехов переехал в Мелихово 4 марта того же года; следовательно, данные юморески были написаны не ранее этого числа.
7 апреля все три рассказа были отосланы писателем в журнал «Осколки». Н. А. Лейкин ответил Чехову 12 апреля: «И рассказ и мелочишки прелестны. Помещу их, разумеется, не сразу, а в трёх номерах, на подкраску». Прозаик В. В. Билибин (с которым Чехов активно переписывался в течение многих лет) сообщил Н. М. Ежову 16 апреля 1892 г. о данном отзыве: «Лейкин хвалит его рассказы».

## Сюжет
Рассказчику, который остановился в трактире Марфы Евлампиевны попадаются на глаза страницы из дневника умершего чиновника, статского советника Козерогова, который после ухода в отставку занимался сельским хозяйством и любил поговорить на философские темы в подражание Цинциннату.